# Gunzenau
Gunzenau ist ein Ortsteil der Gemeinde Freiensteinau im mittelhessischen Vogelsbergkreis. Das Dorf liegt im südöstlichen Vogelsberg nordwestlich der Naxburg und südöstlich des Horsts.
Nachbarorte sind im Norden der Ort Metzlos, im Nordosten der Ort Jossa, im Osten der Ort Reichlos, im Süden der Ort Freiensteinau, im Westen der Ort Ober-Moos und im Nordwesten der Ort Nieder-Moos.

## Ortsgeschichte

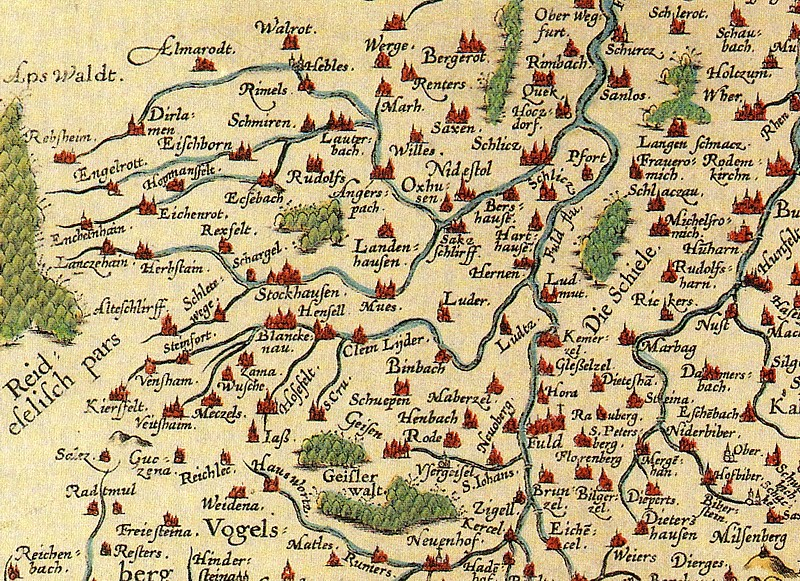
Lage von Gunzenau (Guczena) auf einer Karte des Hochstifts Fulda von 1574

### Mittelalter
Die Ersterwähnung von Gunzenau findet sich in einer Königsurkunde Heinrichs II. vom 29. Dezember 1012. Dabei handelt es sich um eine Schenkung des Forst Branfrist an das Kloster Fulda auf Bitten des Abtes Branthoh II. An den Grenzen des Forsts liegen u. a. „Guncenaho“, Widenaho sowie „Mosebrunnen“, die hier genannt werden. „Mosebrunnen“ bezeichnet die Quelle des Moosbach.
Ein fuldisches Kopiar um 1160 nennt für die gleiche Urkunde von 1012 „Chuncenaha“, eine vermutlich durch das Oberdeutsche beeinflusst wurde. Das Kopiar ist der berühmte Codex Eberhardi.
In die Zeit der Riedesel fallen die Nennungen des Ortsnamens von 1355 „zuo Guoczena“ und 1482 „Gonntzenahe, Guntzenahe“. Am 3. Juli 1482 kam es zur Wiederaufrichtung des Gerichts Niddernmose durch Erbmarschälle zu Hessen, die Brüder Junker Hermann III. und Junker George Rietesell. Teilnehmer war auch „Clas Frantz zu Gonntzenahe.“
Der Ortsname basiert auf einem Gewässernamen, der den Rufnamen „Gunzo“ enthält.

### Neuzeit
In Gunzenau galten die Riedesel’schen Verordnungen als Partikularrecht. Das Gemeine Recht galt nur, soweit diese Verordnungen keine Bestimmungen enthielten. Dieses Sonderrecht behielt theoretisch seine Geltung auch während der Zugehörigkeit zum Großherzogtum Hessen im 19. Jahrhundert, in der gerichtlichen Praxis wurden aber nur noch einzelne Bestimmungen angewandt. Das Partikularrecht wurde zum 1. Januar 1900 von dem einheitlich im ganzen Deutschen Reich geltenden Bürgerlichen Gesetzbuch abgelöst.

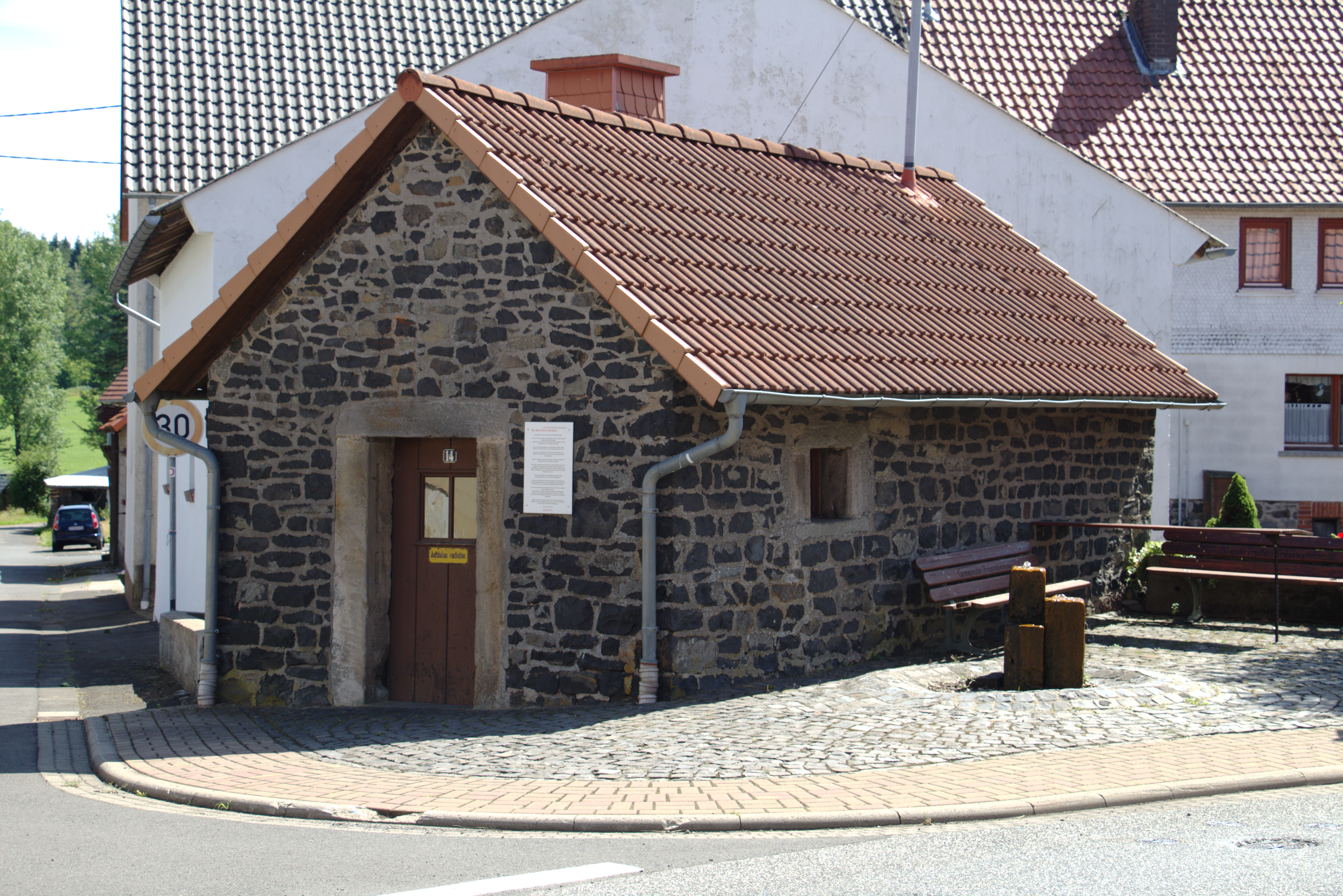
Das Backhaus in Gunzenau

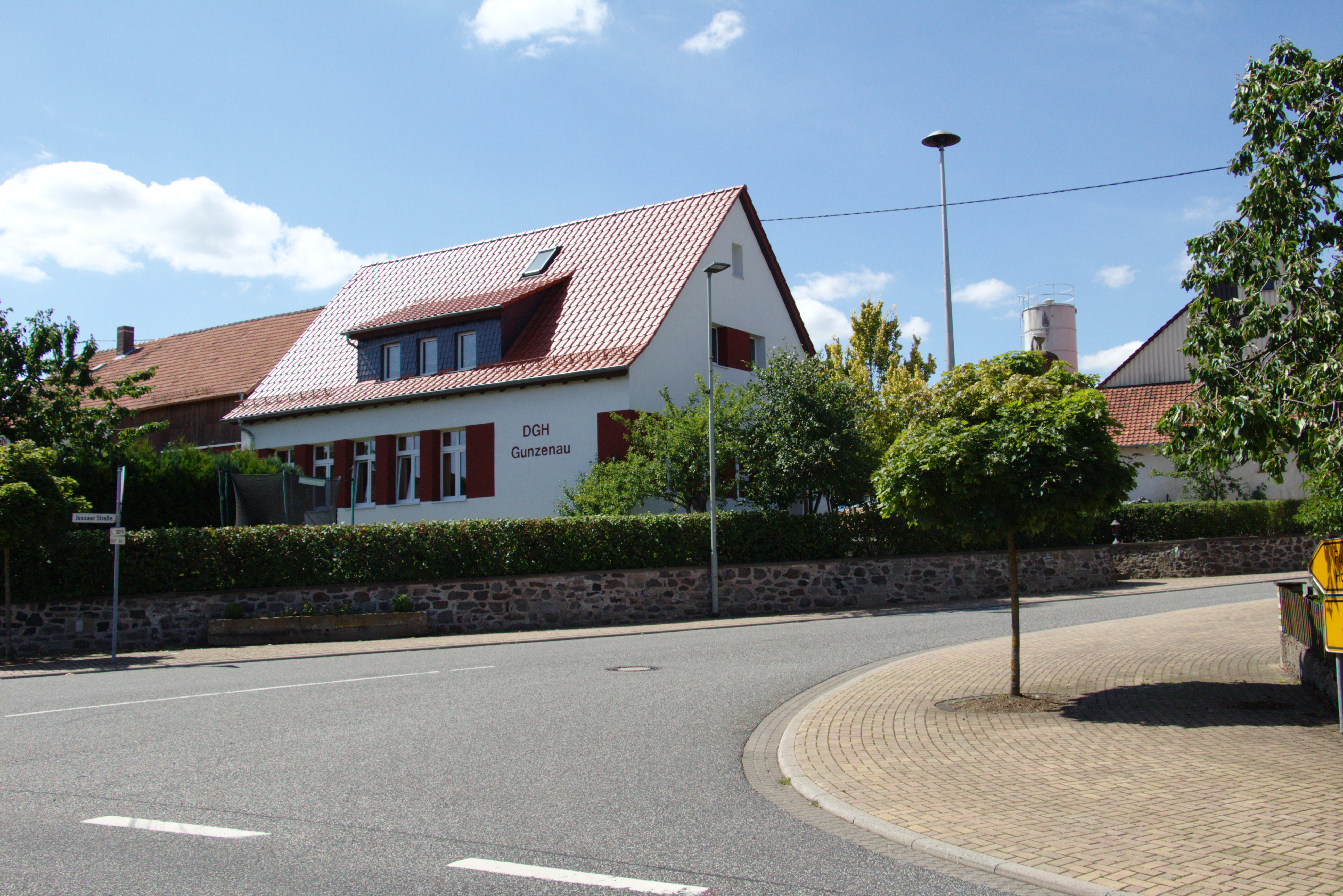
Das Dorfgemeinschaftshaus

Am 31. Dezember 1971 wurde der Ort im Zuge der Gebietsreform in Hessen in die Gemeinde Freiensteinau eingegliedert.

## Politik
Ortsvorsteher ist Reinhard Repp.

## Allgemeines
Gunzenau hat ca. 150 Einwohner. Der Ort ist noch immer landwirtschaftlich geprägt, die Haupt- und Nebenerwerbsbetriebe sind allerdings stark rückläufig. Gunzenau hat eine Gastwirtschaft und einen Getränkehandel. Der kleine Eichesweiher, ein Teich in Ortsnähe, steht Sportanglern zur Verfügung. Wanderwege führen von Gunzenau in verschiedene Richtungen, unter anderem in den nahen Urlaubsort Nieder-Moos, mit Reitzentrum für u. a. Therapeutisches Reiten. Der dortige Badesee, mit Sandstrand und Campingplatz, bietet Möglichkeiten für verschiedene Wassersportarten und im „Freizeitpark Vulkan“ gibt es attraktive Freizeitangebote.
Im November 2007 begann der Bau einer Holzhackschnitzel-Anlage. Der Holzkessel liefert 320 kW und versorgt damit 37 Haushalte und das Dorfgemeinschaftshaus mit Energie. Zum Tag der offenen Tür im Sommer 2008 kamen mehr als 1000 Besucher und bekundeten damit ihr Interesse. In Eigenregie wird die Anlage gepflegt und mit Hackschnitzeln und Holzabfällen befeuert. Dieses Projekt hat Gunzenau den Beinamen „Bioenergiedorf“ beschert.

Blick vom Horst über Gunzenau hinweg bis zur Rhön

## Religion
Im Sommer 2007 wurde in der Nähe des Friedhofes eine „Bonifatiuskanzel“ errichtet. Angeregt wurde der Bau durch einen Wettbewerb des Hessischen Rundfunks. Einmal im Jahr findet hier ein Gottesdienst statt.
Die Evangelische Kirche von 1705 hat einen Taufstein aus dem Jahr 1668 und eine bemerkenswert geschnitzte historische Kanzel.